# Il voto (Hoffmann)
Il voto (Das Gelübde) è un racconto di Ernst Theodor Amadeus Hoffmann che venne pubblicato nel secondo volume dei suoi Notturni (Nachtstücke) del 1817.
Il racconto presenta varie analogie con la novella La marchesa di O... (1808) di Heinrich von Kleist.

## Trama
La contessa polacca Ermenegilda ha una visione nella quale crede di raggiungere su un lontano campo di battaglia il fidanzato Stanislao e di sposarlo davanti a un sacerdote. Qualche tempo dopo ella scopre di essere incinta e i suoi parenti iniziano a chiedersi se non sia davvero accaduto un fatto soprannaturale; ma Saverio, cugino di Stanislao, confessa di aver posseduto Ermenegilda mentre lei si trovava in deliquio. La contessa partorisce il bambino, che le viene sottratto con la forza da Saverio; in seguito si ritira in un convento facendo voto di portare una maschera mortuaria sul volto e un velo nero fino alla fine dei suoi giorni.

## Edizioni italiane
- E.T.A. Hoffmann, Racconti notturni, a cura di Claudio Magris, traduzioni di Carlo Pinelli e Alberto Spaini, Einaudi, Torino, 1994.